# Fleming Fjord
Fleming Fjord är en vik i Grönland (Kungariket Danmark).   Den ligger i kommunen Sermersooq, i den östra delen av Grönland, 1 400 km nordost om huvudstaden Nuuk.